# 吳錦華
吳錦華，現任澳門特別行政區治安警察局局長。曾擔任警察總局局長助理，主管民防及協調中心。